# شين كوفي
شين كوفي (ولد في 17 سبتمبر 1964) هو كاتب أمريكي، محاضر تحفيزي، ونشر توفير قيادة الأعمال التنفيذية وأدوات تعليمية لإدارة الوقت للمنظمات والأفراد. عرف لكتابته كتبا تحفيزية للأطفال والمراهقين. كتابة العالمي الأكثر مبيعا هو العادات السبع للمراهقين الأكثر فعالية القائم على مبادئ العادات السبع للناس الأكثر فعالية، الذي كتبه والده، ستيفن كوفي. و نشر بعده كتاب العادات السبع للأطفال السعداء، الذي أصبح في لائحة نيويورك تايمز لأكثر الكتب مبيعا.

## الخلفية التعليمية
تخرج كوفي من جامعة بريغام يونغ (BYU) مع درجة في الإنجليزية ولاحقا حصل على ماجستير إدارة الأعمال مع كلية هارفارد للأعمال. كان كوفي لاعب كرة قدم أمريكية لجامعة بريغام يونغ خلال موسمي 1987 و 1988’ قائدا فريقه لاثنين من ألعاب الباول وحصل على العديد من الأوسمة. في نهاية موسمه للصغار، جرح بجدية في ركبته وأجرى جراحة في الركبة خارج الموسم، التي أنهت بفعالية عمله في كرة القدم. 

## الخلفية المهنية
متابعا لعمل كرة القدم في الجامعة، أصبح كوفي نائب رئيس ابتكارات ومنتجات فرانكلين كوفي. سعى كوفي في كتابة كتب تحفيزية للأطفال والمراهقين.
كتب كوفي كتاب سماه العادات السبع للمراهقين الأكثر فعالية، قائما على مبادئ العادات السبع للناس الأكثر فعالية، لكن موجه لحياة المراهق. أصبح الكتاب كتاب عالميا من أكثر الكتب مبيعا، وبيع منه أكثر من أربعة ملايين نسخة وترجم لأكثر من عشرين لغة. تم اختيار الكتاب كواحد من الكتب الأربعة لمنافسة ميست (MIST) لاختبار المعرفة بين المدارس.
و كتب بعدة كتابا سماه القرارات الست الأكثر أهمية.توجه الكتاب للاختيارات الست للمراهقين التي سوف يقررونها في سنوات مراهقتهم. هذه القرارات الست هي:المدرسة، الأصدقاء، الآباء، المواعدة، الإدمان وتقدير الذات.

## روابط خارجية
- http://www.seancovey.com/